# Nepeta
Genre
Classification phylogénétique
Nepeta, les Népétas ou Népètes, est un genre de plantes à fleurs dicotylédones de la famille des Lamiacées.
Il existe environ 250 espèces de Nepeta. En outre, certaines espèces des genres Dracocephalum, Calamintha et Glechoma hederacea pourraient être considérées comme des Nepeta. Certaines Népétas, dont Nepeta cataria, Cataire ou Menthe à chats, ont un effet euphorique sur certains félins, notamment le chat.
Il existe une Cataire au parfum de citron, Nepeta cataria citriodora. Elle est identique en tous points à la Cataire, hormis son parfum qui peut être employé comme un baume de citron.

## Effets sur le félin commun
Certaines espèces de Nepeta sont principalement connues pour les effets qu'elles ont sur les félins. Cette réaction est d'ailleurs à l'origine de leurs noms, elles sont généralement appelées Herbe aux chats ou Menthe des chats et ceci quelle que soit la langue. Les Nepeta peuvent causer des réactions incroyables une fois données aux chats, cependant, tous les chats ne sont pas affectés par la Cataire car la capacité à la détecter semble liée à la présence d'un gène récessif dans leur héritage biologique. Pour un chat porteur de deux copies de ce gène, la cataire aura un effet extraordinaire; pour un chat porteur d'une seule copie, l'effet sera notable, et un chat non porteur n'aura aucun intérêt particulier pour la plante.

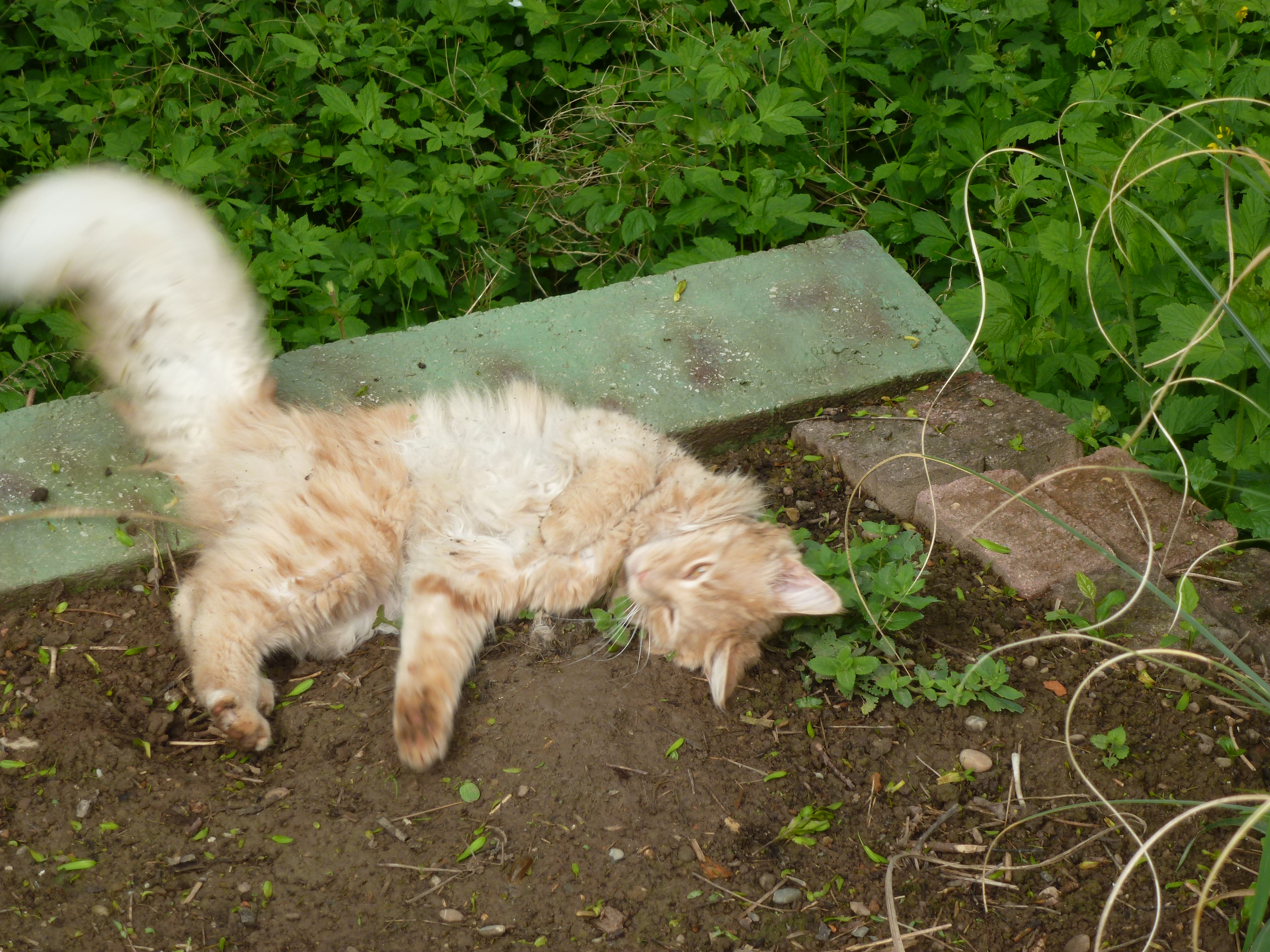
Un maine coon mâle...
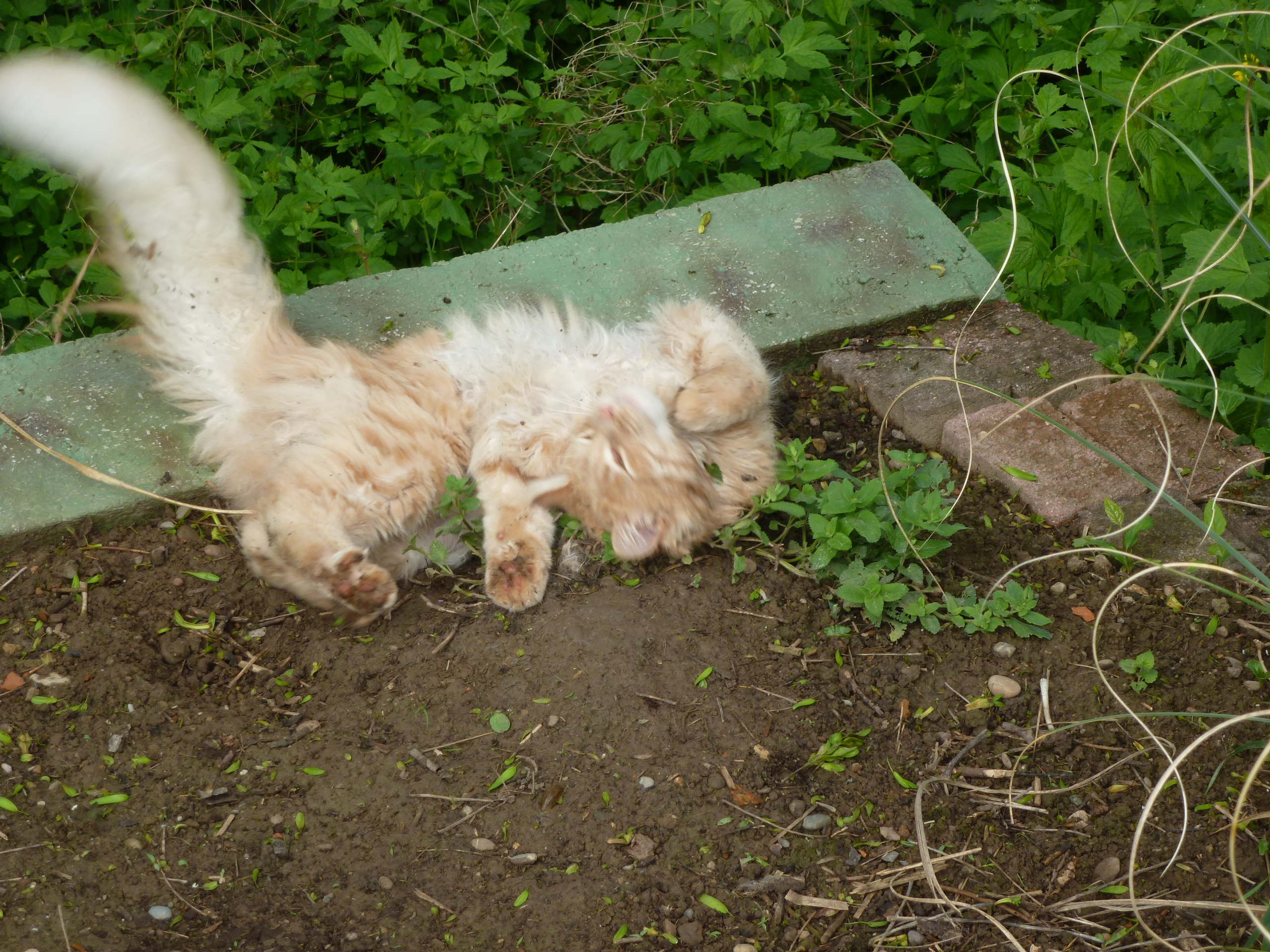
génétiquement prédisposé...
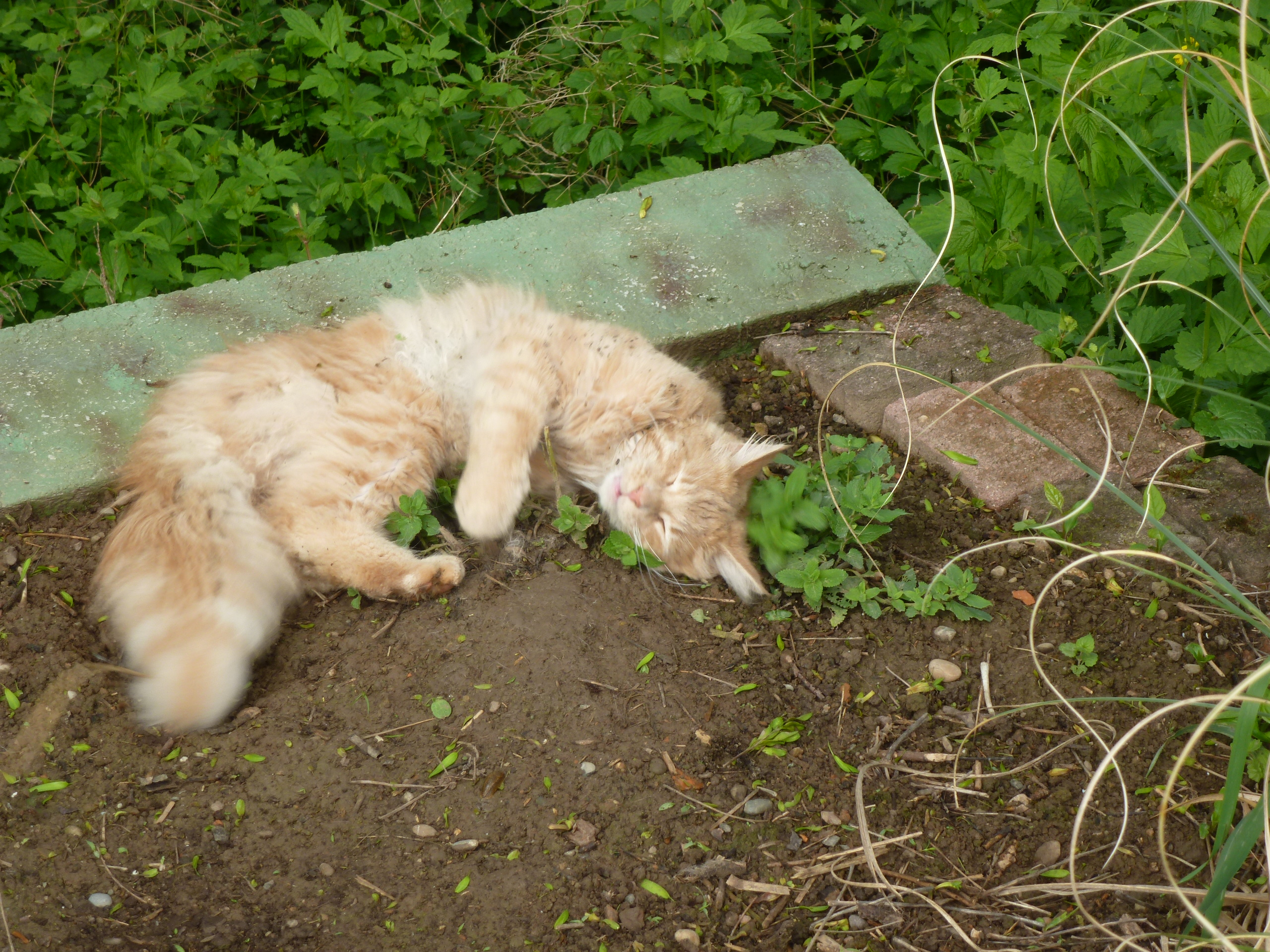
réagit...
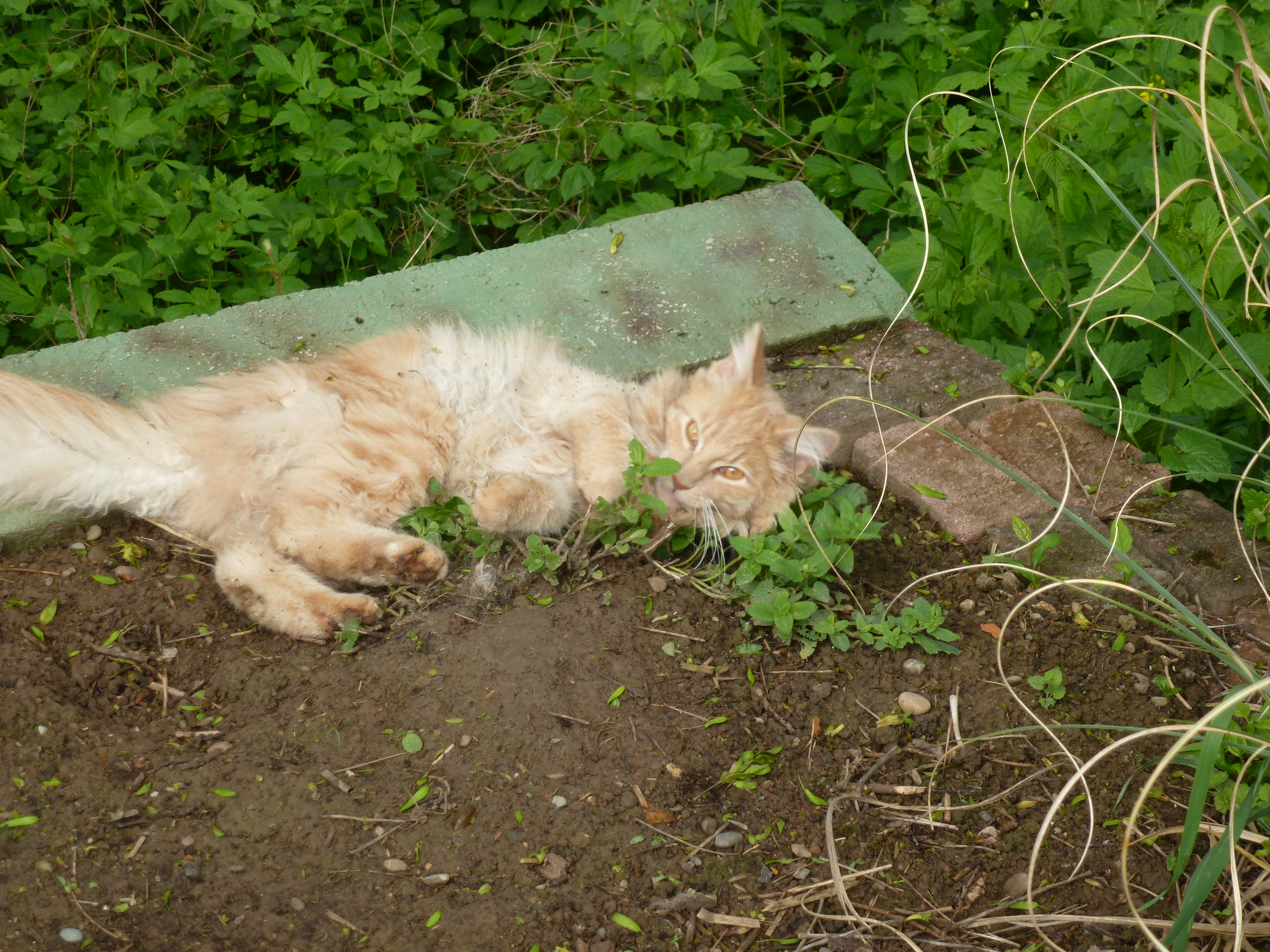
au charme olfactif...
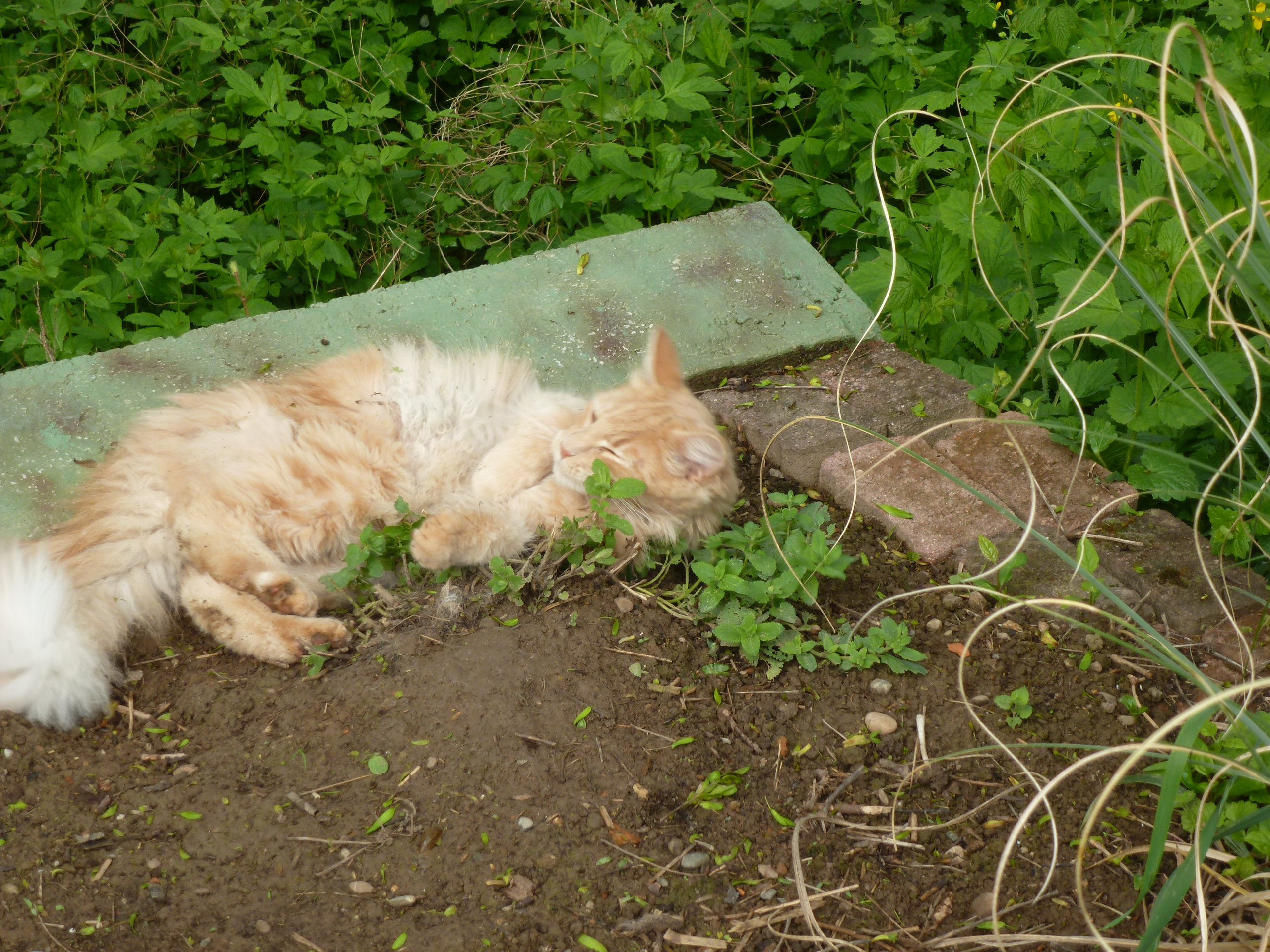
irrésistible...
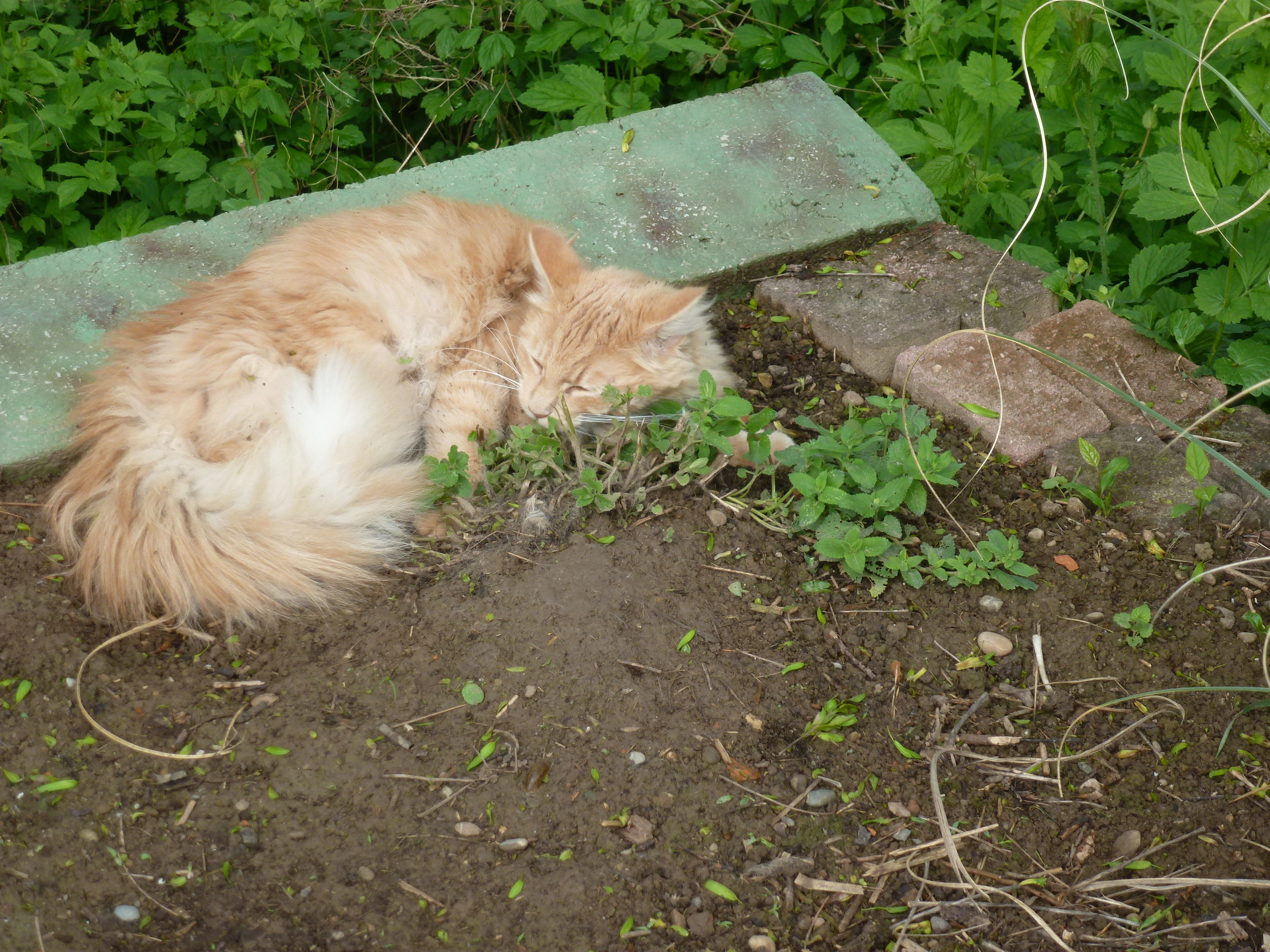
de l'herbe à chat (Nepeta racemosa).

Des études ont montré qu'environ les deux tiers des chats y répondent réellement. Certaines Nepeta contiennent une phéromone, connue sous le nom de népétalactone, un terpène connu pour le déclenchement de comportements sexuels chez le chat. Quand un chat sensible sent l'odeur des feuilles ou des pétioles, il se frotte à la plante, se roule dedans, la gratte avec ses pattes, la mâche, la lèche, saute dessus, et ronronne alors fortement en poussant des grognements et en miaulant. Cette réaction dure pendant plusieurs minutes, ensuite le chat se désintéresse. Cela prend environ deux heures pour que les effets s'estompent complètement et pour que la proximité d'une Nepeta fasse reproduire au chat la même réaction. Les jeunes chatons et les vieux chats ont moins de réaction aux Cataires, mais les grands chats, tels que les tigres, semblent y être extrêmement sensibles. Les propriétaires de chat n'ont pas de raison de s'inquiéter quant aux effets des Nepeta sur leurs animaux, car il n'existe aucun effet secondaire connu. D'autres plantes ont également un effet comparable sur les chats comme la Valériane et les plantes qui contiennent de l'actinidine (en).
Au moins trois espèces attirent les chats :
- Nepeta cataria, Cataire, une herbe grande et attrayante de 50 à 80 centimètres ressemblant à la menthe par son aspect, avec un feuillage vert-grisâtre et les fleurs blanches.
- Nepeta grandiflora, elle possède un feuillage plus dense et plus sombre que la Nepeta cataria, elle possède des fleurs de couleur bleu foncé proche du pourpre.
- Nepeta faassenii, cette espèce est bien plus petite que les précédentes, et est presque une couverture au sol. Elle a des feuilles de couleur vert-grisâtre et des fleurs de couleur mauve-clair.

De ces derniers, la Nepeta cataria et la Nepeta faassenii ont un goût pointu et acéré, alors que le goût de la Nepeta grandiflora est plus doux.

## Intérêt médicinal
Nepeta amethystina est utilisée par la médecine traditionnelle du Maroc comme analgésique, sédatif (avec une efficacité dose-dépendante), ainsi que pour accélérer la cicatrisation des abcès.
En France, au moins jusqu'au XXe siècle, cette plante a été utilisée, en mastication, contre les maux de dents.
Son huile essentielle présente une activité psychotrope qui a été récemment (2019)  étudiée en même temps que sa toxicité : 
- à 25 mg/kg par voie intrapéritonéale (IP) l'effet sédatif est faible, puis il grandit de manière dose-dépendante pour devenir à 50 mg/kg IP comparable à celui d'un produit de référence qui est le diazépam (à 3 mg/kg IP)[2] ;
- la même huile essentielle a aussi effet anxiolytique, également dose-dépendant, également faible à 25 mg/kg IP, mais très net à 50 mg/kg IP ; plus efficace à cette dose que le diazépam à 3 mg/kg IP[2].